# Chakotay

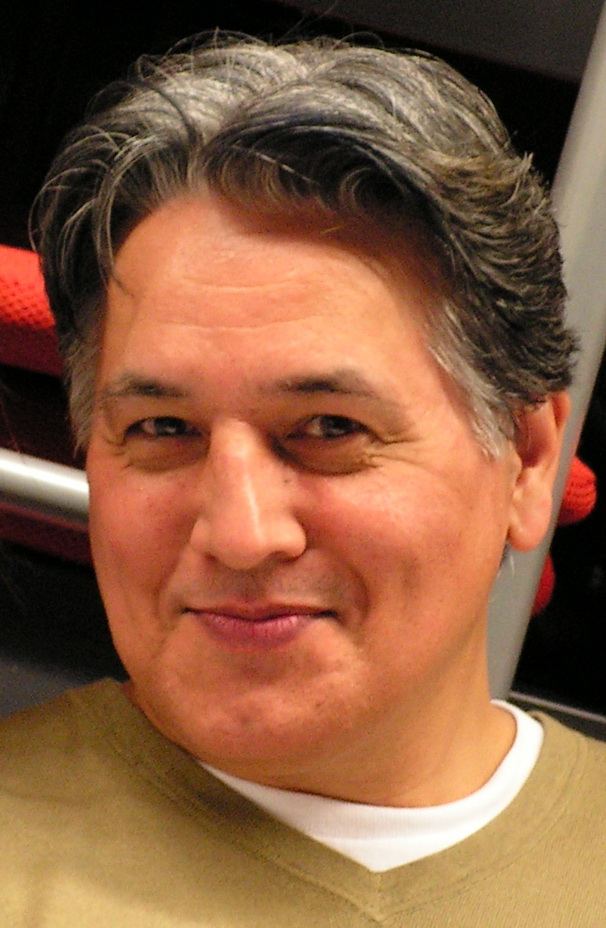
Robert Beltran, który grał postać w serialu

Komandor Chakotay – fikcyjna postać; bohater serialu Star Trek: Voyager grany przez Roberta Beltrana. Komandor na statku Voyager, były członek Maquis.
W zamierzeniu twórców filmu postać komandora miała mieć korzenie wśród rdzennych Amerykanów, z sugestiami pochodzenia wśród plemiona Dakotów lub Hopi. W późniejszych odcinkach zmieniono wersję sugerując pochodzenie od Azteków lub Majów. Niezdecydowanie co do pochodzenia postaci oraz obsadzenie w tej roli aktora pochodzenia meksykańskiego budziło kontrowersje w kręgach powiązanych z kulturą plemion indiańskich.